# 로버트 저메인 토마스
로버트 저메인 토마스(Robert Jermain Thomas, 1839년 ~ 1866년 9월 5일)는 개신교 성직자로서는 처음으로 한반도에서 순교의 피를 흘린 선교사다. 한국 이름은 최난헌(崔蘭軒)이다. 영국 웨일즈 출신이며 선교차 내한하였으나 제너럴셔먼호 사건에 엮여서 순교하고 말았다. 기독교 출신 역사가들의 주장에 의하면 토마스 선교사가 나누어준 성경을 읽고 많은 이들이 기독교인이 되었다고 한다.

## 생애

### 어린 시절
웨일스 라예다에서 로버트 토마스 목사의 아들로 태어났다. 토마스의 아버지 로버트 토마스 목사는 영국 회중교회의 사역자였다. 런던 대학교 뉴칼리지에서 대학과정과 신학과정을 마치고 목사 안수를 받았다. 목회보다는 선교에 뜻을 두고 부인과 함께 런던 선교회(London Missionary Society, 倫敦傳道會)의 파송을 받고 1863년에 중국 청나라로 떠났다. 그러나 상하이에 도착후 부인 케더린은 동료 선교사의 사망 소식에 충격을 받고 유산한 뒤 사망하고 말았다. 아내를 잃은 슬픔에 빠져 있던중에 런던선교회 중국 지부장인 뮤어헤드의 사립학교 엥글로-차이니즈라는 학교의 교장을 맡아줄 것을 요청받았으나 거절했다. 지도부와도 뜻이 맞지 않아 선교사직을 사임하고 산둥성 옌타이(煙台)로 가서 세관에 취직했다.

### 1차 방문
세관에서 일을 하던 중에 선교에 대한 열정이 다시 살아났는데, 이는 산둥에 주재하고 있던 스코틀랜드 성서공회 소속 알렉산더 윌리엄슨의 영향 때문이었다. 또한 상업차 옌타이를 방문한 황해도 장연군 출신의 조선인 천주교 신자 두 명을 만나고 조선에 대한 선교의 뜻을 품게 되었다. 1865년, 조선으로 가는 배가 있다는 소식을 듣고 세관에 사표를 낸 후 스코틀랜드 장로교회 선교사이자 스코틀랜드 성서공회 총무였던 알렉산더 윌리엄슨(Alexander Williamson) 목사에게 자신의 계획을 밝혔다. 윌리엄슨 목사는 크게 찬성하며, 토머스 목사를 스코틀랜드 성서공회 총무직 자격으로 파견하고 약간의 여비까지 지원하겠다고 약속했다. 이에 토머스는 윌리엄슨이 제공한 여러권의 한문성경을 가지고 배에 승선했다.
1865년  9월 4일 옌타이를 출발하여 9월 13일 황해도 해안에 상륙하여 한문성경을 나누어주며 선교도 하고 천주교 신자들도 만나 한국어도 열심히 배웠다. 약 두달 반 정도가 흐른 어느날 심한 폭풍에 휩쓸려 타고 온 배가 만주 해안으로 표류하게 되었고, 약 2개월 동안 황해도와 평안도 서부 해안을 순회하며 전도 활동을 한 토머스 목사는 다음 해에 다시 올 것을 약속하고 베이징으로 철수하게 되었다.

### 2차 방문
베이징에서는 런던 선교회 산하 학교에서 학장 서리로 일하게 되었는데, 이 당시 그의 관심은 온통 조선 선교에 있었다고 한다. 또한 그해 겨울, 베이징에 온 조선 사신 일행에게 성경을 전했으며, 당시 섭정이었던 공친왕(恭親王)과의 교섭을 통해 조선 국왕에게 보내는 소개 서신까지 받았다.
하지만 당시 런던 선교회는 흥선대원군의 천주교도 대학살 소식을 접했기 때문에 그의 조선행을 허락하지 않았고, 주변 동료들 역시 만류했다. 결국 그는 런던 선교회와 동료들의 반대를 뿌리치고 다시 옌타이로 가서 윌리엄슨 목사의 도움으로 성경과 여비를 마련했다. 병인박해로 프랑스 신부 9명이 순교하자 이를 항의하러 조선으로 떠나는 프랑스 함대에 통역관으로 합류하기로 했다. 그러나 프랑스 함대는 때마침 베트남에서 일어난 반란을 진압하기 위해 출동하자 계획이 무산되었다. 그 대신에 미국 상선 제너럴셔먼 호에 항해사 겸 통역으로 탑승하여 1866년 8월 9일에 다시 조선으로 향했다. 제너럴셔먼 호는 8월 14일에 충남 서해안에 도착하였다.
제너럴셔먼호는 8월 하순에 대동강으로 진입하며 통상을 요구하였으나 거절당했다. 조선 관리들은 서양과의 교역이 국법으로 금지된 것이므로 불가하니 돌아갈 것을 통보하였다. 그러나, 제너럴셔먼 호는 이에 불응한 후 대동강을 계속 거술러 올라가며 수로를 탐사하고 불법으로 평양시민들에게 선교를 하였다. 이런 서양인들의 행위를 조선 관리 이현익(李玄益)이 제지하자 그를 붙잡아 감금해 버렸다. 이 사실을 알게된 평양성 관민(官民)들이 크게 격분하여 강변으로 몰려들어 돌을 던지며 항의했다. 제너럴셔먼 호는 소총과 대포를 마구 쏘아 관민들을 죽거나 다치게 했고 사태가 점점 악화되었다.
8월 21일 경부터 큰 비가 계속 내려 대동강 수위가 높았으나 비가 그치고  수심이 얕아지자 제너럴셔먼 호는 9월 5일 모래톱에 좌초되고 말았다. 이에 평안도 관찰사 박규수는 철산부사(鐵山府事) 백낙연(白樂淵) 등과 상의하여 화공전을 펼쳐 제너럴셔먼 호를 불태워 격침시켰다. 이로인해 승무원 23명 중 상당수가 불 타 죽었고 일부는 물에 뛰어들어 강변으로 헤엄쳐 나왔으나 관군의 칼과 총에 맞아 죽었다. 이때 통역관이었던 토마스 선교사는 조선 관군에 잡혀 강변으로 나왔으나 성난 관민들이 달려들며 휘두르는 몽둥이와 칼에 맞아 순교했다.

## 순교의 영향
토마스 선교사는 개신교 선교사로서는 1832년에 조선 땅을 밟았던 카를 귀츨라프(Karl Gutxlaff)에 이어 두번째로 내한한 선교사였다. 그러나 개인 자격이 아니라 런던 선교회 소속 선교사로서 내한하였으므로 그에게는 개신교 선교사로서 최초라는 영예가 있다. 짧은 기간이지만 한문 성경을 배포하며 선교를 하였으며 끝내는 순교하였다. 일부 기독교 출신 역사가들의 주장이기는 하나 그의 순교의 피는 헛되지 않았다고 한다.
강변으로 올라온 토마스 선교사는 품에 있던 성경책을 대중들에게 나누어 주었고 자신에게 칼을 휘두른 박춘권에게도 성경 한권을 나누어준 뒤 사망했다고 한다. 박춘권은 얼떨결에 받아들고 와서는 훗날 성경을 읽다가 개종하였다는 이야기가 전해지고 있다. 아울러 그 때에 토머스 선교사가 나누어준 성경을 읽고 개종한 기독교인들이 상당수가 존재한다고 한다.

## 약력
- 1840년 9월 7일 영국 웨일즈라드노주 라야다에서 회중교회 목사의 아들로 태어남
- 1857 ~ 1863년 5월 런던대학 뉴칼리지에서 학업
- 1863년 6월4일 고향인 하노버 교회에서 목사안수(24세)
- 1863년 8월 런던선교회 파송선교사로 아내와 함께 중국 상해 도착. 아내 캐롤라인 유산과 감염으로 사망
- 1865년 1 ~ 8월 청나라 해상세관 통역으로 근무
- 1865년 9월 세관 사임. 1차 한국 방문, 13일 서해안 도착, 두달 반동안 스코틀랜드 바이블 협회의 에이전트로 성경을 판매하며 포교.
- 1865년 10월 27일 태풍을 만나 Yung Chung이라는 곳으로 떠내려 감
- 1865년 10월 30일 연평도로 다시 돌아옴
- 1865년 11월 11일 조선을 떠남. 태풍만나 구사일생. 만주 거쳐 북경으로 돌아감
- 1866년 8월 9일 제너럴 셔먼호 동승, 2차 한국여행
- 1866년 9월 5일 경 '제너럴 셔먼호 사건'의 와중에 순교.(27세)[1]

## 참고 자료
- “Robert Jermain Thomas (l839–l866)” (영어). Christian Heroes. 2015년 3월 22일에 원본 문서에서 보존된 문서. 2008년 5월 12일에 확인함.
- Servant of Christ, ROBERT JERMAIN THOMAS AND THE KOREAN REVIALS (DVD), Gary Wilkinson(www.garywilkinson.eu)
- 한국 최초의 선교사 토마스, 이지영, 하늘기획, 2013.4.8.
- 한국 최초의 순교자 토마스 목사의 생애, 나동관, 생명의말씀사, 1990.10.20.
- 회중사상문고 1 한국 개신교 최초의 순교자 R.J.토마스목사 연구, 민병호 목사, 홍익재, 1984.9.15.
- 토마스와 함께 떠나는 순례여행 (토마스 목사의 생애와 선교사역에 관한 연구), 고무송, 쿰란출판사, 2004.9.1.
- 대동강가에 떨어진 한 알의 밀알 토마스 목사전, 유해석, 생명의말씀사, 2006.5.30.
- 실록 한국기독교백년, 1권 여명의 장, 박완, 성서교재간행사, 1981.9.5.
- 오문환의 토마스 목사 순교기념 선교사업, 은혜기독대안학교, 2012.5.8.

## 같이 보기
- 새뮤얼 오스틴 모펫
- 토마스 기념교회